# Trathala cupreata
Trathala cupreata är en stekelart som beskrevs av Dasch 1979. Trathala cupreata ingår i släktet Trathala och familjen brokparasitsteklar. Inga underarter finns listade i Catalogue of Life.